# EMule X-Ray Mod
eMule X-Ray Mod，简称X-Ray Mod、X-Ray，是基于官方eMule开发的一款自由开源的P2P文件共享软件。它是一个eMule Mod，遵循GNU GPL协议。

## 历史
程序员JvA于2006年12月23日在SourceForge上发布了X-Ray 0.3版。

## 特点
eMule X-Ray Mod有每个文件使用一个队列、记录最后请求时间等自己独有的功能。其他主要功能还有：NeoMule的Argos和Xtreme的DLP反吸血系统；；安全Hash计算；通道控制；IP更改后再请求；舍弃来源系统；分享文件段；非模态对话；动态阻止请求；强力共享；独特的GUI用户界面等等。需要注意的是：X-ray不支持换肤功能，也就是说用户只能使用默认的皮肤。
一般认为，X-Ray较适合用于上传，能很快达到传输上限。